# Розалі (фільм, 1937)
Розалі (англ. Rosalie) — американський мюзикл В.С. Ван Дайка 1937 року.

## Сюжет
Курсант Вест-Пойнта закохується в дівчину, яка, як пізніше з'ясовується, належить до королівському роду!

## У ролях
- Нельсон Едді — Дік Торп
- Еліонор Пауелл — Розалі
- Френк Морган — король
- Една Мей Олівер — королева
- Рей Болгер — Білл Делрой
- Ілона Мессі — Бренда
- Біллі Гілберт — Олофф
- Реджинальд Оуен — канцлер
- Том Рутерфорд — принц Пауль
- Клей Клемент — капітан Банер
- Вірджинія Грей — Мері Каллахан
- Джордж Зукко — генерал Марофф
- Оскар О'Ші — містер Каллахан
- Джеррі Колонна — Джозеф
- Джанет Бічер — міс Бейкер

## Композиції
1. «Who Knows?» — Дік Торп
2. «I've a Strange New Rhythm in My Heart» — Розалі
3. «Rosalie» — Дік Торп
4. «Why Should I Care?» — король
5. «Spring Love is in the Air» — Бренда
6. «Close» — інструментальний
7. «In the Still of the Night» — Дік Торп
8. «It's All Over But the Shouting» — Дік Торп
9. «To Love or Not to Love» — Дік Торп